# Hydroptila ziddensis
Hydroptila ziddensis är en nattsländeart som beskrevs av Ivanov 1992. Hydroptila ziddensis ingår i släktet Hydroptila och familjen smånattsländor. Inga underarter finns listade i Catalogue of Life.